# Schwefelbach (Jugelbach)
Der Schwefelbach, historisch auch Schwefelbächel oder Schwarze Seye, ist ein etwa 2,4 km langer, linker Zufluss des Jugelbaches in Johanngeorgenstadt im sächsischen Erzgebirge.

## Name
Der Bach verdankt seinen Namen einer Schwefelhütte, die 1624 von Balthasar Leonhard auf dem Glück mit Freuden Stolln und Hilfe Gottes Erbstolln errichtet wurde und in der u. a. „Kupferwasser“ hergestellt wurde. Bereits 1723 existierte die Hütte jedoch nicht mehr.
In einer kartographischen Darstellung des Kreisamtes Schwarzenberg aus dem Jahre 1727 wird auch der heutige Jugelbach, bevor dieser in den Breitenbach mündet, als Schwefelbach bezeichnet.

## Verlauf
Der Schwefelbach entspringt im Erzengelgebirge im Kranichseegebiet. Er speist heute das Freibad von Johanngeorgenstadt, fließt im Waldgebiet Römisch Reich unterhalb der Erzgebirgsschanze vorbei durch den Lehmergrund und mündet in den Jugelbach. Unweit der Mündung des Schwefelbaches in den Jugelbach befand sich bis in das 19. Jahrhundert die Königliche Brettmühle.

## Naturschutz
Der Oberlauf ist Teil des Natura 2000-Gebietes von europäischer Bedeutung Mittelgebirgslandschaft bei Johanngeorgenstadt.